# Guðrún Sóley Gunnarsdóttir
Guðrún Sóley Gunnarsdóttir, född 15 september 1981, är en isländsk fotbollsspelare. Hon spelar i den svenska klubben Djurgårdens IF Dam och för Islands landslag. 

## Meriter
- Isländsk mästare: 5 gånger
- Isländsk cupmästare: 3 gånger

### Utmärkelser
- Uttagen i isländska högstaligans "Pressens lag": nio gånger
- Framröstad som årets idrottare i Seltjarnarnes 1999
- Framröstad som bästa spelare i Breiðablik 2007
- Framröstad som bästa spelare i KR Reykjavik 2008